# بانک ملی مرکزی
بانک ملی مرکزی؛ نام بانکی تاریخی مربوط به اوایل دورهٔ پهلوی دوم است و در شهرستان مشهد، شهر مشهد، میدان شهدا، خیابان امام خمینی، نرسیده به خیابان ثبت واقع شده و این اثر در تاریخ ۱۶ اسفند ۱۳۸۴ با شمارهٔ ثبت ۱۴۳۵۹ به‌عنوان یکی از آثار ملی ایران به ثبت رسیده‌است.